# Xã Brevator, Quận St. Louis, Minnesota
Xã Brevator (tiếng Anh: Brevator Township) là một xã thuộc quận St. Louis, tiểu bang Minnesota, Hoa Kỳ. Năm 2010, dân số của xã này là 1.269 người.